# Prefectura apostólica de Azerbaiyán
La prefectura apostólica de Azerbaiyán (en latín: Praefectura Apostolica Azerbaigianiensis y en azerí: Azərbaycan Həvari Prefekti) es una circunscripción eclesiástica de la Iglesia católica en Azerbaiyán. Se trata de una prefectura apostólica latina, inmediatamente sujeta a la Santa Sede. Desde el 5 de noviembre de 2009 su prefecto apostólico es el obispo Vladimír Fekete, de la Pía Sociedad de San Francisco de Sales.

## Territorio y organización
La prefectura apostólica tiene 86 600 km² y extiende su jurisdicción sobre los fieles católicos de rito latino residentes en todo el territorio de Azerbaiyán.
La sede de la prefectura apostólica se encuentra en la ciudad de Bakú, en donde se halla la Procatedral de la Inmaculada Concepción, la única iglesia católica pública del país, consagrada el 29 de abril de 2007. En Bakú también hay dos capillas privadas dentro de las residencias de los salesianos y las Misioneras de la Caridad.
En 2022 en la prefectura apostólica existían 2 parroquias.

## Historia

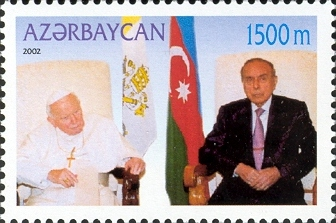
Sello postal emitido para conmemorar la visita del papa Juan Pablo II a Azerbaiyán

La parroquia independiente de Bakú se estableció en 1882 cuando se separó de la parroquia católica georgiana de Tetri-Tsarov. Ya en 1894 se emitió un permiso de construcción para la primera iglesia católica en el territorio, entonces parte del Imperio ruso, pero debido a la falta de dinero, la construcción comenzó en 1909. La iglesia de estilo neogótico se construyó solo por la caridad de en su mayoría residentes polacos de la ciudad. Sin embargo, como resultado de la campaña antirreligiosa de la Unión Soviética, fue demolida en 1931, y el último sacerdote católico, Stefan Demurov (un georgiano), fue enviado al gulag en 1937, en donde murió un año después.
El 19 de noviembre de 1990 Azerbaiyán proclamó su independencia de la Unión Soviética. La misión sui iuris de Bakú fue erigida el 11 de octubre de 2000 separando territorio de la administración apostólica del Cáucaso. Su estatus legal está garantizado por la ley local de la República de Azerbaiyán y tiene un estatus especial gracias al concordato firmado por el papa Juan Pablo II y el presidente azerí Heydar Aliyev.
El 4 de agosto de 2011, mediante la bula De iuvandis del papa Benedicto XVI, la misión sui iuris fue elevada a prefectura apostólica y tomó el nombre de prefectura apostólica de Azerbaiyán.
La pequeña comunidad católica azerbaiyana recibió la visita apostólica del papa Juan Pablo II en 2002 y del papa Francisco en 2016.
El 29 de mayo de 2016 el arzobispo Paolo Pezzi ordenó a Behbud Mustafayev en la iglesia de la Asunción de la Santísima Virgen María en San Petersburgo, convirtiéndose en el primer sacerdote de Azerbaiyán en la historia de la Iglesia católica.
El 20 de septiembre del 2023 el gobierno azerí hizo efectivo el control sobre el territorio de Artsaj o Nagorno Karabaj, que el 10 de diciembre de 1991 se había proclamado independiente.

## Estadísticas
Según el Anuario Pontificio 2023 la prefectura apostólica tenía a fines de 2022 un total de 600 fieles bautizados.
| Año                                                                             | Población            | Población | Población      | Sacerdotes | Sacerdotes    | Sacerdotes    | Bautizados por sacerdote | Diáconos permanentes | Religiosos | Religiosos | Parroquias |
| Año                                                                             | Bautizados católicos | Total     | % de católicos | Total      | Clero secular | Clero regular | Bautizados por sacerdote | Diáconos permanentes | Varones    | Mujeres    | Parroquias |
| ------------------------------------------------------------------------------- | -------------------- | --------- | -------------- | ---------- | ------------- | ------------- | ------------------------ | -------------------- | ---------- | ---------- | ---------- |
| 2000                                                                            | 150                  | ?         | ?              | 3          | 3             |               | 50                       |                      |            |            | 1          |
| 2001                                                                            | 120                  | 7 558 000 | 0.0            | 2          |               | 2             | 60                       |                      | 3          |            | 1          |
| 2002                                                                            | 200                  | 7 558 000 | 0.0            | 2          |               | 2             | 100                      |                      | 3          |            | 1          |
| 2003                                                                            | 250                  | 7 558 000 | 0.0            | 2          |               | 2             | 125                      |                      | 3          |            | 1          |
| 2007                                                                            | 390                  | 7 600 000 | 0.0            | 4          |               | 4             | 97                       | 1                    | 11         | 5          | 1          |
| 2010                                                                            | 498                  | 9 000     | 0.0            | 5          |               | 5             | 99                       |                      | 7          | 5          | 1          |
| 2014                                                                            | 540                  | 9 400 000 | 0.0            | 6          |               | 6             | 90                       |                      | 10         | 4          | 1          |
| 2017                                                                            | 580                  | 9 800 000 | 0.0            | 6          |               | 6             | 96                       |                      | 10         | 7          | 1          |
| 2020                                                                            | 600                  | 10 000    | 0.0            | 6          | 1             | 5             | 100                      |                      | 8          | 9          | 1          |
| 2022                                                                            | 600                  | 10 000    | 0.0            | 7          | 2             | 5             | 85                       |                      | 8          | 9          | 2          |
| Fuente: Catholic-Hierarchy, que a su vez toma los datos del Anuario Pontificio. |                      |           |                |            |               |               |                          |                      |            |            |            |

## Episcopologio

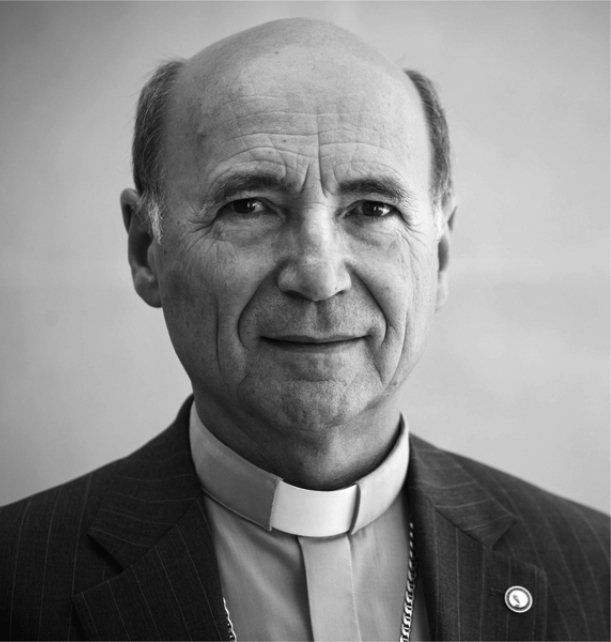
Vladimír Fekete, prefecto apostólico desde 2009

- P. Jozef Daniel Pravda, S.D.B. (11 de octubre de 2000-18 de julio de 2003 renunció)
- P. Ján Čapla, S.D.B. (18 de julio de 2003-5 de noviembre de 2009 renunció)
- Vladimír Fekete, S.D.B., desde el 5 de noviembre de 2009